# WrestleMania XXV
WrestleMania XXV, è stata la venticinquesima edizione dell'annuale evento in pay-per-view WrestleMania, prodotto dalla WWE.
È stata presentata dalla Nation Guard e si è svolta il 5 aprile 2009 al Reliant Stadium di Houston, Texas. È stata la seconda edizione di WrestleMania tenutasi a Houston e in Texas, dopo l'edizione numero diciassette (2001), che però era andata in scena al Reliant Astrodome.
La tagline dell'evento è stata "The 25th Anniversary of WrestleMania" ("Il venticinquesimo anniversario di WrestleMania"), mentre le theme song sono state Shoot to Thrill degli AC/DC, War Machine anch'essa del gruppo australiano e So Hot di Kid Rock.
Tra gli spettatori erano presenti il pugile statunitense Evander Holyfield e il pilota della NASCAR Carl Edwards mentre America The Beautiful è stata cantata da Nicole Scherzinger, cantante delle Pussycat Dolls.

## Storyline

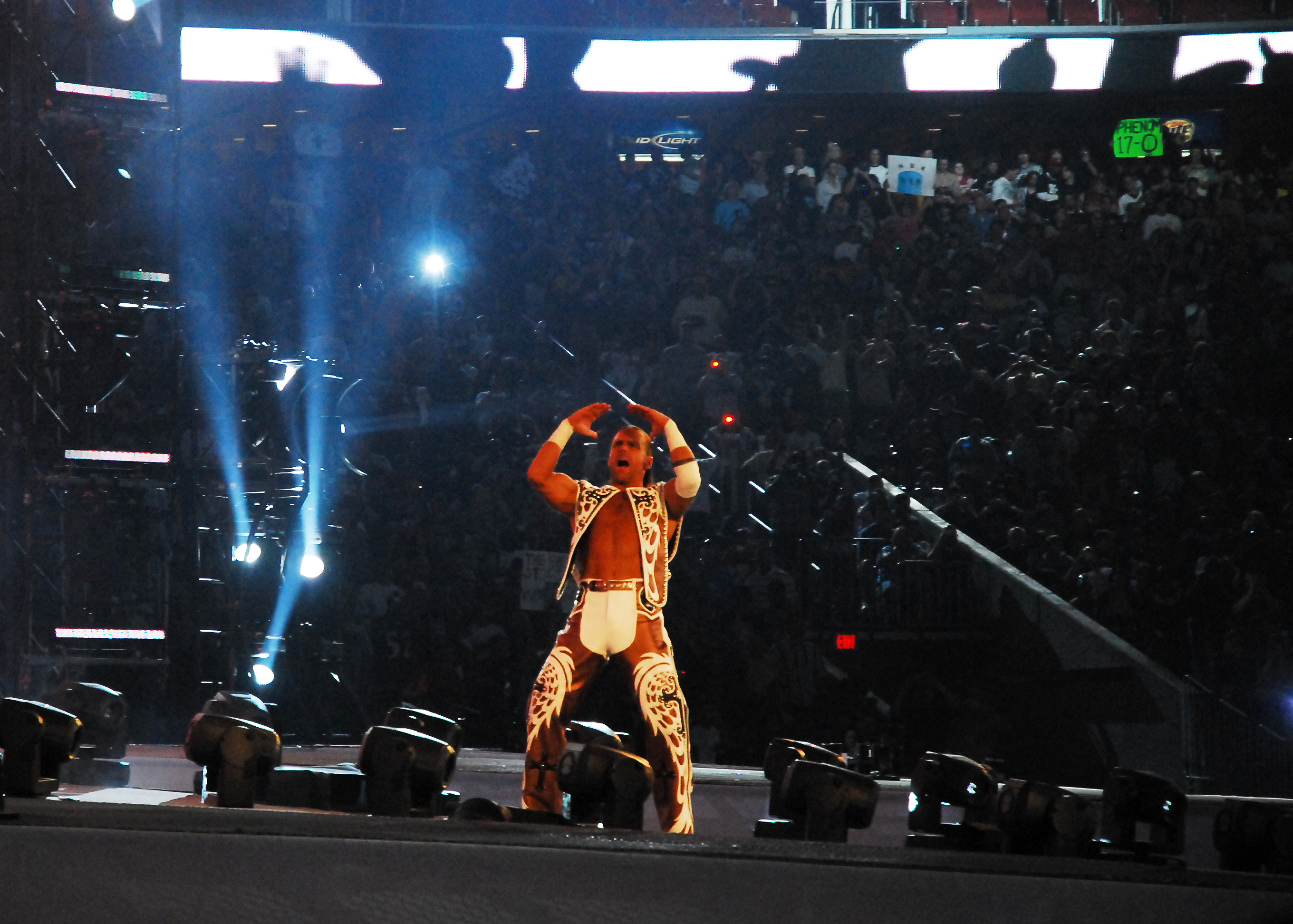
Shawn Michaels durante l'evento.

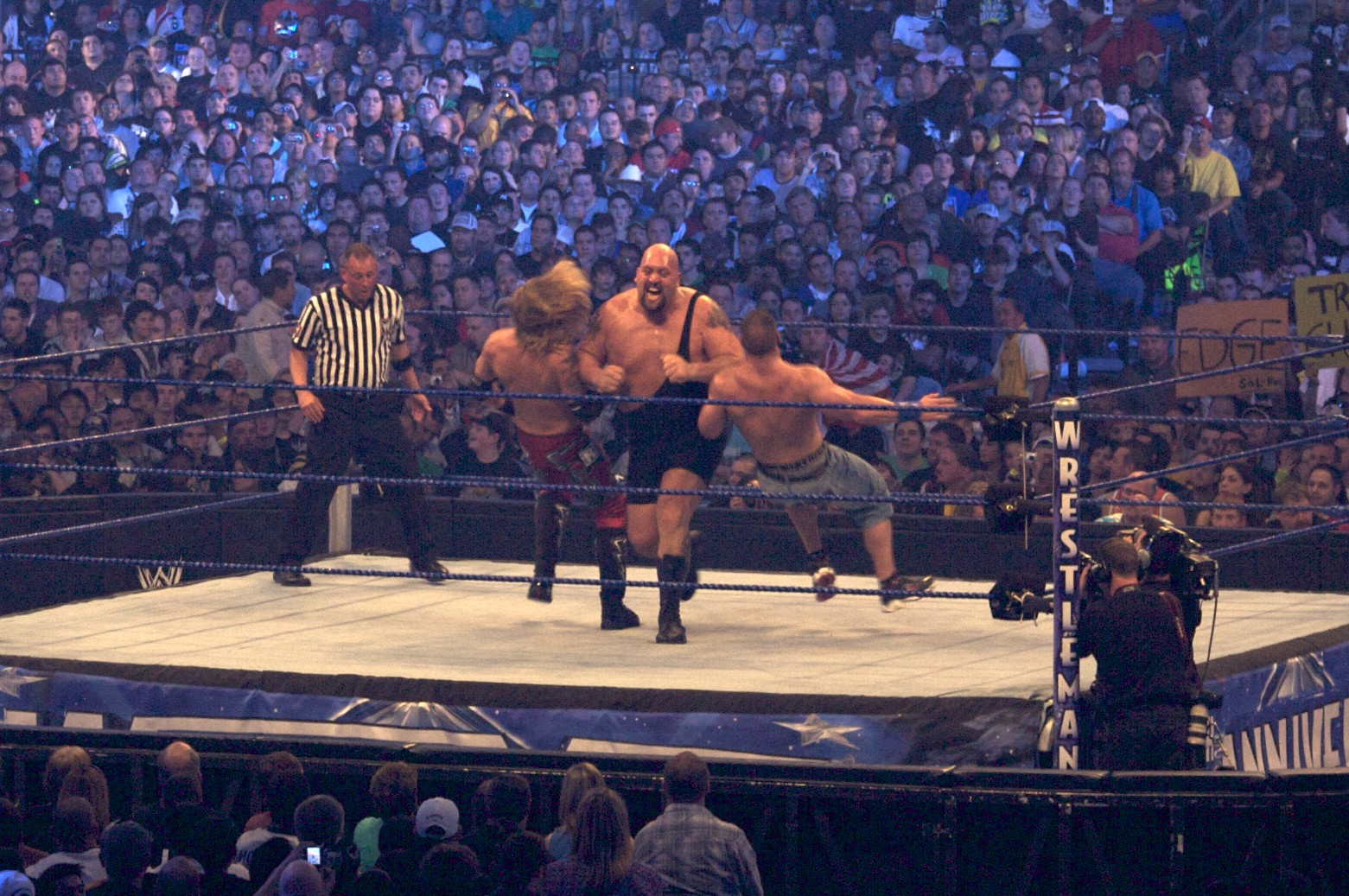
Il World Heavyweight Champion Edge, Big Show e John Cena durante il loro triple threat match

Il match tra Shawn Michaels e The Undertaker

Nella puntata di Raw del 16 febbraio Shawn Michaels dichiarò di voler affrontare The Undertaker nel tentativo di mettere fine alla sua striscia d'imbattibilità a WrestleMania; tuttavia sia John "Bradshaw" Layfield che Vladimir Kozlov volevano riuscire nel suo stesso intento. Nella puntata di Raw del 23 febbraio Michaels sconfisse quindi JBL per poi, la settimana seguente, battere anche Kozlov, guadagnandosi l'opportunità di sfidare The Undertaker. Un match tra Michaels e The Undertaker fu poi sancito per WrestleMania XXV
Il 25 gennaio, alla Royal. Rumble, Randy Orton vinse il Royal Rumble match dopo aver eliminato per ultimo Triple H, ottenendo un match a WrestleMania XXV per uno dei titoli mondiali (il WWE Championship di SmackDown, il World Heavyweight Championship di Raw o l'ECW Championship della ECW). Dopo che aveva brutalmente attaccato Vince McMahon, infortunandolo (kayfabe), Orton sconfisse Shane McMahon in un No Holds Barred match a No Way Out. Nella puntata di Raw del 23 febbraio, dopo che la settimana prima aveva colpito la General Manager Stephanie McMahon con una RKO, Orton fu brutalmente attaccato dal WWE Champion Triple H (il quale conquistò il WWE Championship a No Way Out), marito di Stephanie, con lo sledgehammer. Nella puntata di Raw del 2 marzo fu dunque annunciato un match tra Triple H e Orton con in palio il WWE Championship per WrestleMania XXV dopo che lo stesso Triple H aveva convinto il suo rivale ad affrontarlo per il titolo.

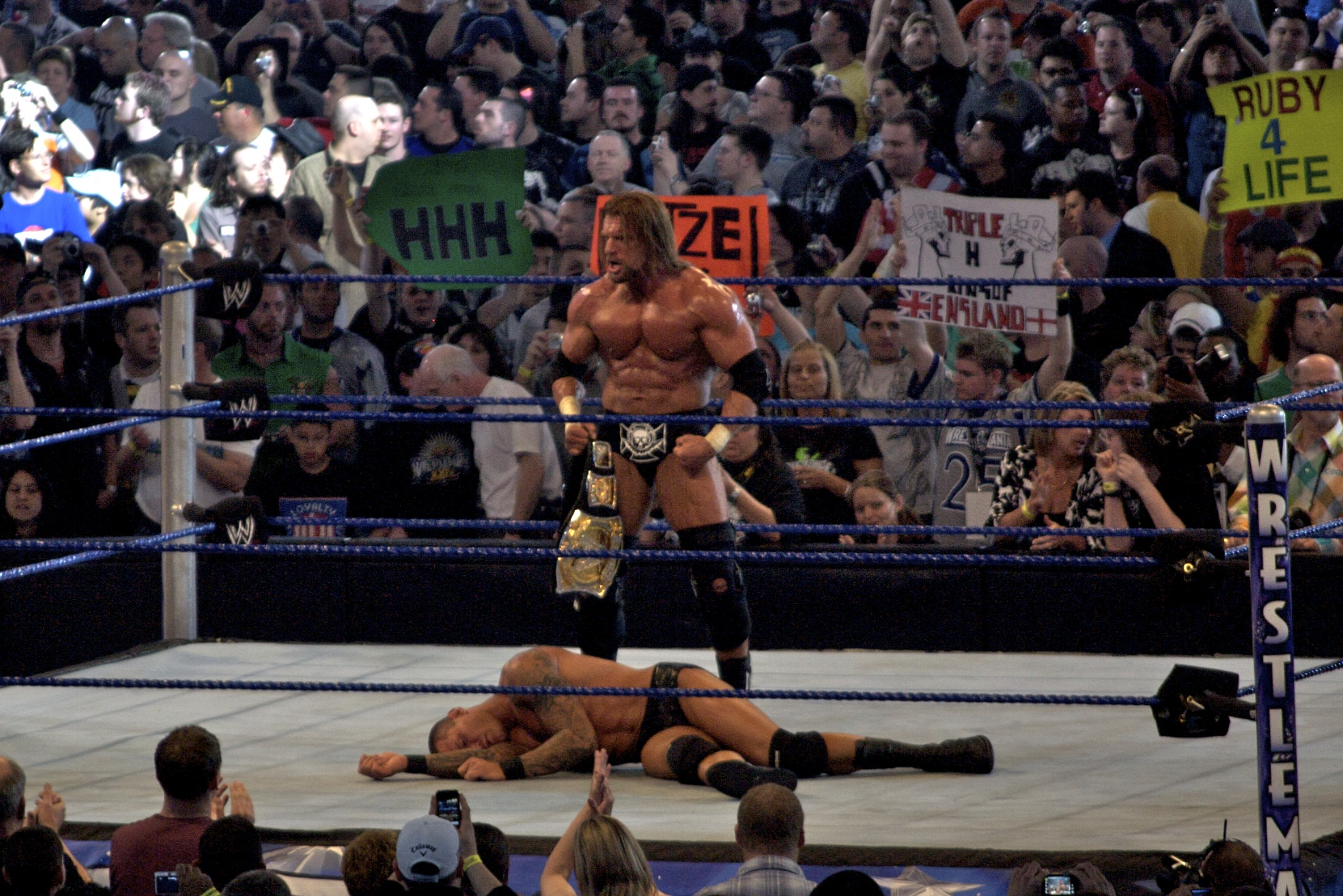
Il WWE Champion Triple H dopo aver sconfitto Randy Orton.

Il 15 febbraio, a No Way Out, Edge, dopo aver perso il WWE Championship a favore di Triple H in un Elimination Chamber match ad inizio serata, attaccò brutalmente Kofi Kingston, prendendo poi il suo posto all'interno dell'altro Elimination Chamber match valevole per il World Heavyweight Championship di John Cena, eliminando per ultimo Rey Mysterio per conquistare il titolo per la quarta volta. Dopo che Cena era stato sconfitto da Edge per squalifica nella rivincita, fallendo la riconquista del titolo, la General Manager di SmackDown, Vickie Guerrero, sancì un match tra Edge e Big Show con in palio il World Heavyweight Championship per WrestleMania XXV. Nella puntata di Raw del 9 marzo, dopo essere stata ricattata da Cena in quanto questi era a conoscenza della relazione segreta tra lei e Big Show, Vickie aggiunse anche lo stesso Cena nell'incontro di WrestleMania XXV per il World Heavyweight Championship, trasformandolo in un Triple Threat match tra lui, Big Show e il campione Edge.
Alla Royal Rumble, durante il No Disqualification match per il WWE Championship tra Edge e l'allora campione Jeff Hardy, Matt Hardy effettuò un turn heel nei confronti di Jeff, attaccandolo brutalmente per fargli perdere il titolo. Dopo che aveva reso noto di aver attaccato suo fratello poiché provava un forte senso di gelosia, sia Matt che Jeff fallirono la qualificazione al Money in the Bank Ladder match a causa di interferenze vicendevoli durante i loro rispettivi incontri. Un Extreme Rules match tra Matt e Jeff fu poi sancito per WrestleMania XXV.
Nella puntata di Raw del 23 febbraio fu annunciato che a WrestleMania XXV si sarebbe tenuto l'annuale Money in the Bank Ladder match, il cui vincitore avrebbe poi ottenuto un incontro per uno dei tre titoli mondiali della federazione (il WWE Championship di SmackDown, il World Heavyweight Championship di Raw o l'ECW Championship della ECW) in un qualsiasi luogo e momento nell'arco di un anno. Più avanti, la sera stessa, il primo partecipante a qualificarsi per il Money in the Bank Ladder match fu l'Intercontinental Champion CM Punk (sconfiggendo John Morrison e The Miz in un Triple Threat match). Nella puntata di Raw del 2 marzo si qualificò Kane (sconfiggendo Rey Mysterio e Mike Knox in un Triple Threat match). Nella puntata di ECW del 3 marzo Mark Henry si qualificò per l'incontro sconfiggendo Santino Marella. Nella puntata di SmackDown del 6 marzo si qualificarono Montel Vontavious Porter e lo United States Champion Shelton Benjamin (sconfiggendo rispettivamente Matt Hardy e Jeff Hardy). Nella puntata di Raw del 9 marzo Kofi Kingston si qualificò dopo aver sconfitto Chris Jericho. Nella puntata di ECW del 10 marzo Christian (tornato in WWE dopo quasi quattro anni) si qualificò per l'incontro di WrestleMania XXV dopo aver vinto un Battle Royal match. Nella puntata di SmackDown del 13 marzo Finlay fu l'ultimo partecipante a qualificarsi (sconfiggendo The Brian Kendrick).
Nella puntata di Raw del 2 febbraio Chris Jericho, basandosi su un tema tratto dal film The Wrestler (interpretato da Mickey Rourke), iniziò a mancare di rispetto alle leggende del wrestling. Nella puntata di Raw del 9 febbraio il WWE Hall of Famer Ric Flair si confrontò dunque con Jericho, avendo poi un'accesa discussione riguardo alle azioni di quest'ultimo. Nella puntata di Raw del 2 marzo, durante il Piper's Pit, Jericho attaccò brutalmente Flair e poi anche i WWE Hall of Famers Roddy Piper, Ricky Steamboat e Jimmy Snuka. Un Handicap Elimination match tra Piper, Steamboat e Snuka contro il solo Jericho fu poi sancito per WrestleMania XXV.
Nella puntata di Raw del 9 marzo John "Bradshaw" Layfield sconfisse il campione CM Punk, conquistando così l'Intercontinental Championship per la prima volta. Nella puntata di Raw del 16 marzo Rey Mysterio sfidò JBL ad un incontro per il titolo; con questi che poi accettò. Un match tra JBL e Mysterio con in palio l'Intercontinental Championship fu poi sancito per WrestleMania XXV.
Nella puntata di SmackDown del 23 gennaio i WWE Tag Team Champions, i Colóns (Carlito e Primo), sconfissero i World Tag Team Champions John Morrison e The Miz in un incontro non titolato. Nella puntata di SmackDown del 13 febbraio, dopo che li avevano insultati durante il Dirt Sheet, The Miz e Morrison sconfissero i Colóns in un altro match senza i titoli in palio. Nella puntata di ECW del 17 marzo fu annunciato un Lumberjack match tra The Miz e Morrison contro i Colóns per unificare sia il World Tag Team Championship (dei primi due) che il WWE Tag Team Championship (di questi ultimi) nello Unified WWE Tag Team Championship per WrestleMania XXV.
Per WrestleMania XXV fu inoltre annunciato un Battle Royal match femminile per decretare la "Miss WrestleMania", a cui avrebbero partecipato sia le lottatrici attuali che quelle del passato.

## Risultati
| #    | MAtch                                                                                           | Stipulazioni                                                                               | Durata |
| ---- | ----------------------------------------------------------------------------------------------- | ------------------------------------------------------------------------------------------ | ------ |
| Dark | The Colóns (c) hanno sconfitto John Morrison e The Miz (c)                                      | Tag team match per unificare il WWE Tag Team Championship e il World Tag Team Championship | 08:02  |
| 1    | CM Punk ha sconfitto Christian, Finlay, Kane, Kofi Kingston, Mark Henry, MVP e Shelton Benjamin | Money in the bank ladder match                                                             | 14:32  |
| 2    | Santina Marella ha vinto eliminando per ultima Beth Phoenix                                     | Battle royal per il titolo di "Miss WrestleMania"                                          | 07:25  |
| 3    | Chris Jericho ha sconfitto Jimmy Snuka, Ricky Steamboat e Roddy Piper (con Ric Flair)           | Three-on-one handicap elimination match                                                    | 08:33  |
| 4    | Matt Hardy ha sconfitto Jeff Hardy                                                              | Extreme rules match                                                                        | 13:38  |
| 5    | Rey Mysterio ha sconfitto John "Bradshaw" Layfield (c)                                          | Single match per il WWE Intercontinental Championship                                      | 00:20  |
| 6    | The Undertaker ha sconfitto Shawn Michaels                                                      | Single match                                                                               | 30:44  |
| 7    | John Cena ha sconfitto Big Show e Edge (c) (con Chavo e Vickie Guerrero)                        | Triple threat match per il World Heavyweight Championship                                  | 14:33  |
| 8    | Triple H (c) ha sconfitto Randy Orton                                                           | Single match per il WWE Championship                                                       | 24:35  |

### Battle royal

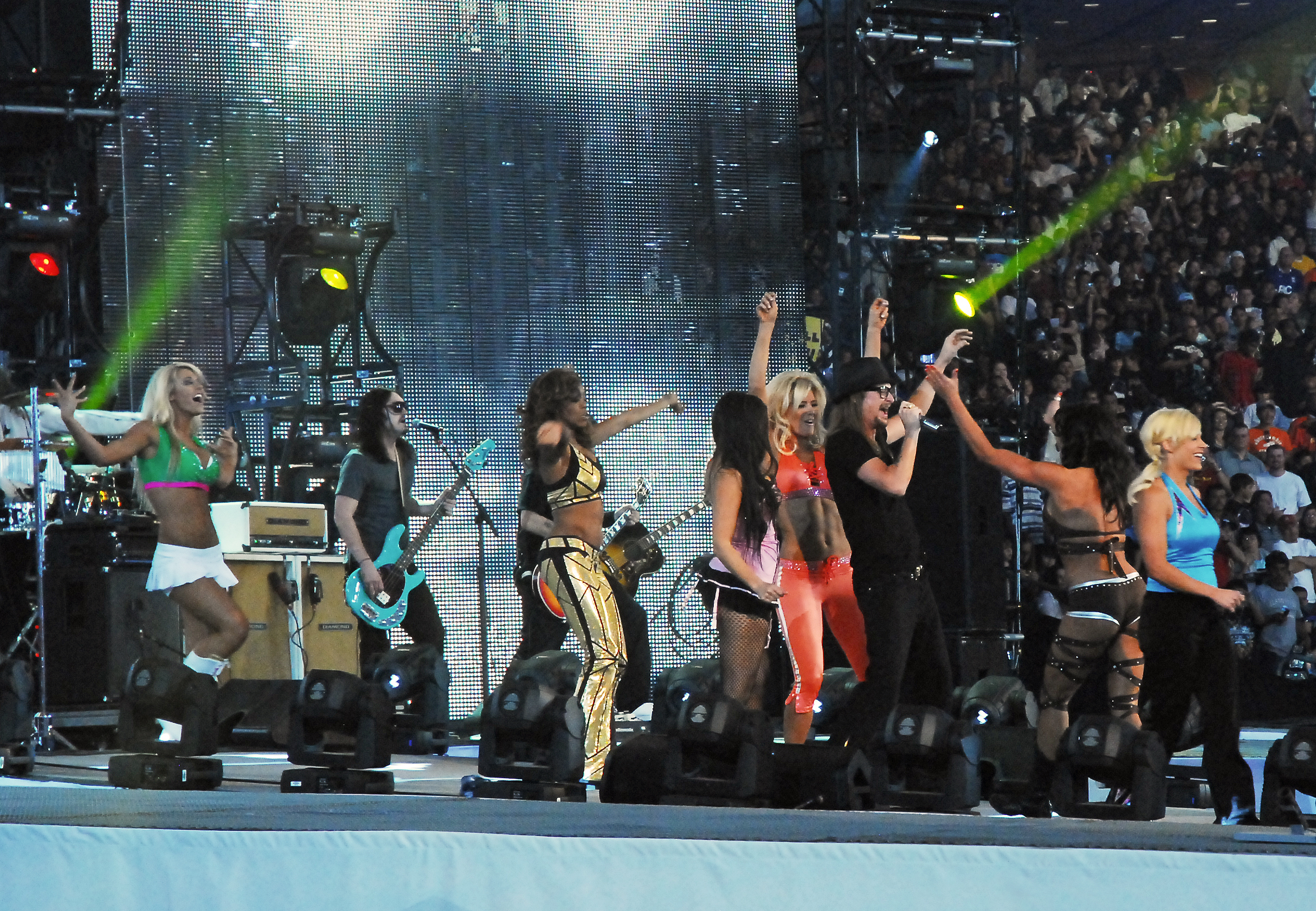
Kid Rock si esibisce a WresteMania XXV durante l'entrata delle Divas attuali e passate per la Battle Royal. Da sinistra: Tiffany, Alicia Fox, Joy Giovanni, Torrie Wilson, Miss Jackie e Molly Holly.

| Eliminazione | Wrestler           | Eliminato da       | Tempo |
| ------------ | ------------------ | ------------------ | ----- |
| 1            | Layla              | Brie e Nikki Bella | 00:07 |
| 2            | Joy Giovanni       | Brie e Nikki Bella | 00:16 |
| 3            | Rosa Mendes        | Brie e Nikki Bella | 00:29 |
| 4            | Alicia Fox         | Brie e Nikki Bella | 00:36 |
| 5            | Sunny              | Beth Phoenix       | 01:31 |
| 6            | Torrie Wilson      | Beth Phoenix       | 01:52 |
| 7            | Jackie Gayda       | Brie e Nikki Bella | 02:22 |
| 8            | Maria              | Victoria           | 02:38 |
| 9            | Gail Kim           | Jillian Hall       | 02:57 |
| 10           | Jillian Hall       | Gail Kim           | 03:01 |
| 11           | Eve Torres         | Beth Phoenix       | 03:19 |
| 12           | Tiffany            | Beth Phoenix       | 03:21 |
| 13           | Kelly Kelly        | Beth Phoenix       | 03:42 |
| 14           | Molly Holly        | Beth Phoenix       | 03:50 |
| 15           | Maryse             | Beth Phoenix       | 03:58 |
| 16           | Katie Lea Burchill | Beth Phoenix       | 04:04 |
| 17           | Natalya            | Beth Phoenix       | 04:20 |
| 18           | Victoria           | Brie e Nikki Bella | 04:31 |
| 19           | Brie Bella         | Beth Phoenix       | 04:35 |
| 20           | Nikki Bella        | Beth Phoenix       | 04:41 |
| 21           | Mickie James       | Michelle McCool    | 05:32 |
| 22           | Michelle McCool    | Mickie James       | 05:33 |
| 23           | Melina             | Beth Phoenix       | 07:24 |
| 24           | Beth Phoenix       | Santina e Melina   | 07:25 |
| 25           | Santina Marella    | Winner             | 07:25 |